# Soloarte Fútbol Sala
Soloarte Fútbol Sala o Soloarte F.S. es un equipo de fútbol sala de la localidad de Basauri, Vizcaya, España, que actualmente milita en la categoría de Tercera División.

## Historia
La fundación
En el año 1984 y gracias a la iniciativa de un grupo de amigos nace el Solearte F.C. (en sus inicios fútbol club, que luego pasaría a denominarse fútbol sala). En sus primeros años de vida se limita a participar en torneos de barrio y colegios con una buena trayectoria. El club funciona siempre bajo la filosofía de fomentar el deporte y la amistad dentro de nuestro pueblo. En estos primeros años no se pensó nunca en la importancia y el renombre que el equipo alcanzaría años más tarde. A pesar de ello el club mantendrá su filosofía de promoción del deporte en Basauri, compitiendo únicamente con jugadores de Basauri.
El desarrollo
Así pues en la temporada 1986-87 se decide federar el equipo y tomar parte en la liga de fútbol sala organizada por la Real Federación Española de Fútbol en 3a categoría regional.
En su primera participación el equipo se proclama campeón de Vizcaya y consigue el ascenso a 2a categoría regional.
Al año siguiente el equipo se proclama subcampeón de Vizcaya y consigue el ascenso a regional preferente.
Entre los fundadores del club se pensó que el equipo había tocado techo dado el nivel deportivo y económico de estas categorías, pero la realidad nos demostraría años más tarde que esto no era así.
En los siguientes años el equipo siempre se sitúa en puestos de ascenso teniendo que renunciar a ello por la falta de recursos económicos para afrontar una categoría superior.
Inicio del despegue
En la temporada 94-95 el equipo se proclama campeón de Vizcaya y subcampeón de Euskadi en categoría preferente consiguiendo el ascenso a Categoría Nacional.
Con un fuerte esfuerzo de aficionados y jugadores se decide ascender de categoría, con los problemas económicos que ello acarrea.
El despegue definitivo
En esta temporada el equipo milita en la 1º Categoría Nacional B. Durante todo el año el equipo está situado en las primeras posiciones de la clasificación llegando incluso a estar imbatido durante muchísimas jornadas. Al final de la temporada el equipo se ha clasificado en 2° lugar consiguiendo plaza de ascenso a la Categoría Nacional A, lo que conlleva pasear el nombre de nuestro pueblo y nuestra imagen por Navarra, Guipúzcoa, Álava, Asturias y Castilla y León. Ante el éxito deportivo y dada la ilusión de jugadores y aficionados el equipo decide para la siguiente temporada arremeter el difícil reto de militar en la Categoría Nacional A.
Dificultades de permanencia
Las primeras temporadas en la categoría el equipo se mantuvo con muchas dificultades, jugándose incluso la permanencia en la última jornada en la temporada 98-99. A pesar de ello el club mantuvo su filosofía y decidió poner las bases de renovación del equipo con la creación de un equipo filial que pasó a militar en la segunda categoría regional en la temporada 99-00.
Consolidación
El primer equipo se asienta definitivamente en la difícil Categoría de Nacional A, llegando incluso a liderar la categoría en alguna jornada, y estar en los puestos calientes de la clasificación.
Además el equipo filial logra el ascenso a primera regional la temporada 2001-02, y roza el de preferente en la temporada 2003-04 perdiéndolo en la última jornada.
Así mismo se sigue ampliando la estructura del club con la creación de un equipo juvenil en la temporada 2003-04 en la que logra el subcampeonato de Vizcaya; y la creación también del un equipo femenino en la temporada 2005-06.
Descenso
En esta temporada ya acabada (2009-2010) el Soloarte "A", queda en 14 posición viéndose abocado, después de 14 temporadas en Nacional A, a descender de categoría. Siendo la primera vez en la historia del club, que se desciende de categoría.

## Equipos
- Soloarte "A" : es el primer equipo que milita en la categoría de Tercera División Nacional.

- Soloarte "B" : es el segundo equipo que milita en la categoría de Primera regional organizada por la FVF (Federación Vizcaína de Fútbol), segunda categoría en el territorio histórico de Vizcaya.

- Soloarte Femenino : la sección femenina del club que milita en la categoría de Regional femenino.

## Directiva

### Temporada 2010-11
Presidente
- Oskar Guerra

Vicepresidente
- Julen Del Arco

Tesorero
- Miguel Ángel Quijano

Vocales
- Oier Izaguirre
- Raul García
- Matías Carrascosa
- Begona Herrera
- Oskar Guerra

## Filosofía
El Soloarte como club, desde sus inicios en aficionado hasta hoy en día, ha mantenido como uno de sus objetivos la fomentación y promoción del deporte en Basauri. Para ello, a lo largo de los años ha contado únicamente entre los integrantes de sus plantillas con miembros de la localidad vizcaína de Basauri.